# A Real Live Dead One
Az A Real Live Dead One a brit Iron Maiden 1998-ban megjelent koncertlemeze, melyet az EMI adott ki. A 2 korongot tartalmazó kiadványon hallható dalokat a Fear of the Dark album turnéján rögzítették, 1992-ben és 1993-ban. A Real Live Dead One két korongjára az eredetileg 1993-ban megjelent A Real Dead One és A Real Live One koncertlemezek anyaga került fel. Az A Real Live Dead One megjelenésének apropóját az együttes diszkográfiájának újbóli megjelentetése adta.

## Számlista
A dalokat Steve Harris írta, kivéve ahol jelölve van.

### Disc 1 (Dead One)
1. The Number of the Beast
  - Valby Halle, Koppenhága, Dánia, 1992. augusztus 25.
2. The Trooper
  - Helsinki Ice Hall, Helsinki, Finnország, 1992. augusztus 27.
3. Prowler
  - Palaghiaccio, Róma, Olaszország, 1993. április 30.
4. Transylvania
  - Grugahalle, Essen, Németország, 1993. április 17.
5. Remember Tomorrow (Harris, Paul Di'Anno)
  - Grugahalle, Essen, Németország, 1993. április 17.
6. Where Eagles Dare
  - Grugahalle, Essen, Németország, 1993. április 17.
7. Sanctuary (Di'Anno, Dave Murray, Harris)
  - La Patinoire De Malley, Lausanne, Svájc, 1992. szeptember 4.
8. Running Free (Harris, Di'Anno)
  - La Patinoire De Malley, Lausanne, Svájc, 1992. szeptember 4.
9. Run to the Hills
  - The Vítkovice Sports Hall, Ostrava, Cseh Köztársaság, 1993. április 5.
10. "2 Minutes to Midnight" (Adrian Smith, Bruce Dickinson)
  - La Grande Halle De La Villette, Párizs, Franciaország, 1992. szeptember 5.
11. Iron Maiden
  - Helsinki Ice Hall, Helsinki, Finnország, 1992. augusztus 27.
12. Hallowed Be Thy Name
  - The Olympic Arena, Moszkva, Oroszország, 1993. június.

### Disc 2 (Live One)
1. Be Quick or Be Dead (Bruce Dickinson, Janick Gers)
  - Monsters Of Rock 1992, Donington Park, Donington, Anglia, 1992. augusztus 22.
2. From Here to Eternity
  - The Valbyhallen, Koppenhága, Dánia, 1992. augusztus 25.
3. Can I Play with Madness (Dickinson, Adrian Smith, Harris)
  - The Brabanthallen, Den Bosch, Hollandia, 1992. szeptember 2.
4. Wasting Love (Dickinson, Gers)
  - La Grande Halle de La Villette, Párizs, Franciaország, 1992. szeptember 5.
5. Tailgunner (Dickinson, Harris)
  - La Patinoire de Malley, Lausanne, Svájc, 1992. szeptember 4.
6. The Evil That Men Do (Dickinson, Smith, Harris)
  - Forest National, Brussels-Capital Region, Belgium, 1992. augusztus 17.
7. Afraid to Shoot Strangers
  - Stockholm Globe, Stockholm, Svédország, 1992. augusztus 29.
8. Bring Your Daughter...to the Slaughter (Dickinson)
  - Helsinki Ice Hall, Helsinki, Finnország, 1992. augusztus 27.
9. Heaven Can Wait
  - Ice Hall, Helsinki, Finnország, 1992. augusztus 27.
10. The Clairvoyant
  - Helsinki Ice Hall, Helsinki, Finnország, 1992. augusztus 27.
11. Fear of the Dark
  - Helsinki Ice Hall, Helsinki, Finnország, 1992. augusztus 27.

## Közreműködők
- Bruce Dickinson – ének
- Dave Murray – gitár
- Janick Gers – gitár, vokál
- Steve Harris – basszusgitár, vokál
- Nicko McBrain – dob

és
- Michael Kenney – billentyűs hangszerek